# Byatarayanapura
Byatarayanapura è una città dell'India di 180.931 abitanti, situata nel distretto di Bangalore Urbana, nello stato federato del Karnataka. In base al numero di abitanti la città rientra nella classe I (da 100.000 persone in su).

## Geografia fisica
La città è situata a 13° 04' 38 N e 77° 35' 37 E.

## Società

### Evoluzione demografica
Al censimento del 2001 la popolazione di Byatarayanapura assommava a 180.931 persone, delle quali 94.683 maschi e 86.248 femmine. I bambini di età inferiore o uguale ai sei anni assommavano a 21.998, dei quali 11.350 maschi e 10.648 femmine. Infine, coloro che erano in grado di saper almeno leggere e scrivere erano 131.958, dei quali 74.072 maschi e 57.886 femmine.